# Александар Лукашенко
Александар Григорјевич Лукашенко (блр. Аляксандр Рыгоравіч Лукашэнка, рус. Александр Григорьевич Лукашенко; Копис, 30. август 1954) председник је Белорусије. Завршио је два факултета, по образовању је економиста и историчар. Први пут је изабран на изборима 10. јула 1994, други пут 9. септембра 2001, трећи пут 19. марта 2006, четврти пут 19. децембра 2010. године а пети пут 11. октобра 2015. Да би могао бити изабран више од два пута организовао је референдум 17. октобра 2004. године.

## Образовање и рад
Александар Лукашенко је рођен у месту Копис Оршанског рејона Витепске области. Његов деда је родом из Украјине из Сумске области. Његова мајка је до рата живела у селу Александрија у Шкловском рејону Могиљовске области а после рата се запослила у оршанској фабрици лана. Након рођења сина вратила се на село где је радила на фарми. Александар Лукашенко је одрастао без оца.
Завршио је факултет историје Могиљовског педагошког института 1975. као професор историје и друштва а 1985. економски факултет Белоруске пољопривредне академије као економиста-организатор производње у пољопривреди. Од 1975. до 1977. служио је војску при пограничној војсци КГБ СССР. Након тога је радио у градској управи града Могиљова.
Од 1982. је био заменик председника колхоза Ударник Шкловског рејона а од следеће године заменик директора комбината грађевинских материјала у Шклову. Од 1985. до 1987. био је секретар партијског комитета колхоза Лењин у Шкловском рејону. У марту 1987. је изабран за директора совхоза Городец у Шкловском рејону а у јануару 1988. је међу првима у Могиљовској области почео да уводи уговоре о закупу унутар совхоза.

## Политичка каријера
Од 1979. је био члан КПСС. Први пут је изабран за посланика Врховног Савета Белорусије 1990. године. Био је на челу комисије за истраживање комерцијалних структура које функционишу при републичким и месним органима власти и управе. Постао је познат након критичког иступа против Станислава Шушкевича, председника Врховног Савета. Након тога је формирао фракцију Комунисти за демократију.
Популарност Лукашенка у Белорусији се објашњава његовим успешним радом на обнови урушене белоруске пост-совјетске економије. 2005. године Светска банка оценила је да Белорусија има снажан, истински економски раст, и да је корист широко расподељена међу становништвом. Под Лукашенком, званична незапосленост је мања од 2 процента, сиромаштво је опало, и просечна месечна зарада је виша него у већини бивших совјетских република укључујући и Украјину. Критичари приписују економски раст Белорусије дотацијама у енергији из Русије и повлашћеном приступу руском тржишту за белоруске индустријске производе.
Лукашенкове везе са Западом, посебно са САД, често су биле затегнуте. Током владавине Џорџа Буша млађег Лукашенко је од стране Кондолизе Рајс оцењен као последњи европски диктатор и вођа једне од светских испостава тираније, због наводних забрана слободе говора и штампе, деловања невладиних организација, и слободе религије под његовим вођством. Такође САД проглашавају белоруске изборе намештеним.
Док се у унутрашњој политици залаже за очување совјетских економских институција и политике, у спољној политици је често критичар америчке и западне политике. Сматра се једним од савезника Русије, иако је током рата на истоку Украјине бранио позиције Украјине. Ангажовао се као посредник у преговорима између Немачке, Француске, Русије и Украјине о окончању рата а оба мировна споразума су постигнута у Минску под покровитељством Лукашенка.
Председнички избори
- 1994 — 44,82% против Вјачеслава Кебича
- 2001 — 75,65% у првом кругу
- 2006 — 84,4% у првом кругу
- 2010 — 79,65% у првом кругу
- 2015 — 84,09% у првом кругу
- 2020 — 80,23 % у првом кругу

## Приватно
Ожењен је Галином Родионовном од 1975. Нису разведени али не живе заједно. Имају два сина Виктора (1975) и Димитрија (1980). Александар Лукашенко има и сина Николаја (2004). Има седморо унука. Главни хоби му је хокеј на леду.